# Der Zombie Survival Guide

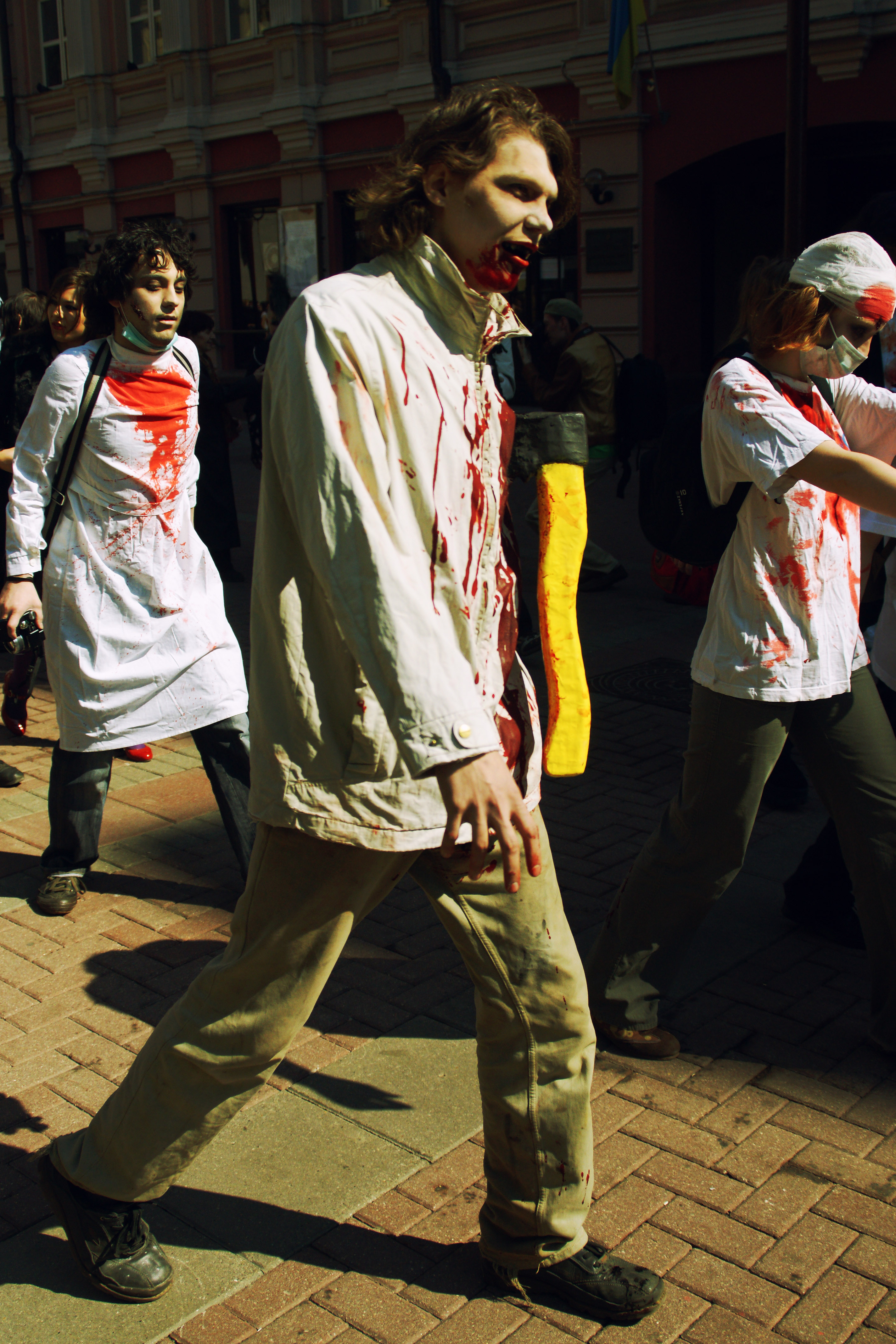
Zombie-Walk in Moskau, 2009; Der Zombie Survival Guide soll den Leser auf eine Zombie-Apokalypse vorbereiten und ihm helfen, zu überleben.

Der Zombie Survival Guide – Überleben unter Untoten ist ein 2003 veröffentlichter humoristischer und apokalyptischer Ratgeber von Max Brooks, der ein Überleben während einer fiktiven Zombie-Epidemie und nach der Zombie-Apokalypse ermöglichen soll. In mehreren Kapiteln werden ausführlich Verteidigungs-, Flucht- und Angriffsstrategien sowie Waffen und Fahrzeuge und ihr Einsatz zum Überleben dargestellt. Bei dem Buch handelt es sich um den Vorgänger zu dem Interview-Roman Operation Zombie: Wer länger lebt, ist später tot, der unter dem Titel World War Z  verfilmt wurde.

## Inhalt

### Formaler Aufbau und Allgemeines
Das Buch ist nach einer Einleitung formal in sieben unnummerierte Hauptabschnitte mit zahlreichen Unterkapiteln aufgeteilt. Bei den Hauptkapiteln handelt es sich um die folgenden:
- Die Untoten: Mythos und Wirklichkeit
- Waffen und Kampftechniken
- Über die Verteidigung
- Auf der Flucht
- Über den Angriff
- Leben in der Welt der Untoten
- Überlieferte Angriffe

Dabei ist das gesamte Buch in Form eines Handbuchs geschrieben und stellt Hintergründe und detaillierte Anleitungen für die verschiedenen beschriebenen Situationen zur Verfügungen. Alle Teile des Buches sind jedoch fiktiv, wobei sie die dargestellten Fiktionen als reale Darstellungen und Optionen beschreiben.

### Inhalt
Inhaltlich widmet sich das Buch jeweils den Themen, die in den Kapitelüberschriften dargestellt sind:

#### Die Untoten: Mythos und Wirklichkeit

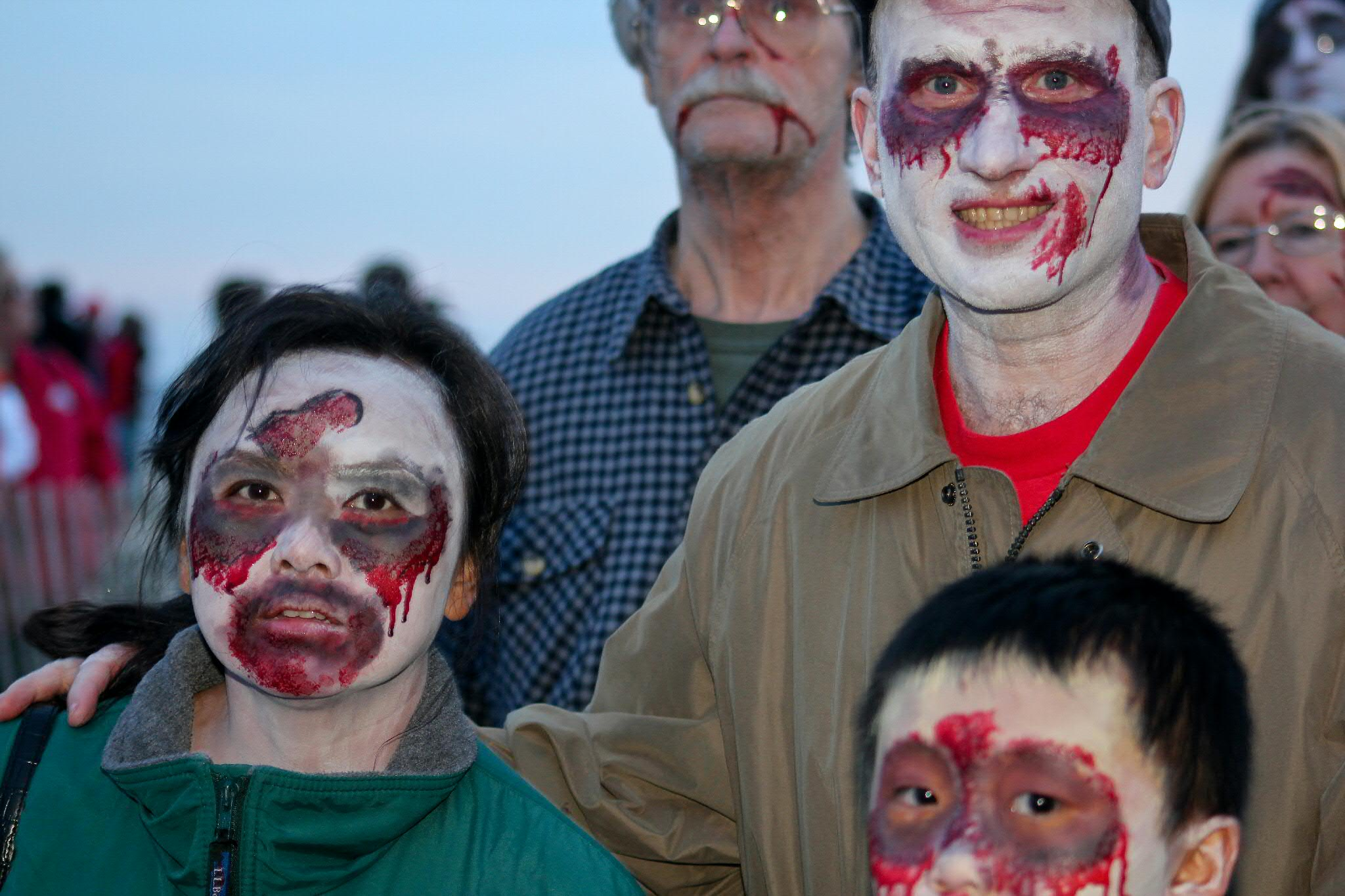
Zombies beim Asbury Park Zombie Walk 2010; diese Zombies sind Hollywood-Zombies nachempfunden.

In dem ersten Kapitel stellt der Autor die Hintergründe zu Zombies und zur Zombie-Apokalypse dar und trennt dabei zwischen dem Zombie-Mythos und der für den Rahmen des Buches geltenden Wirklichkeit. Der Autor stellt dabei klar, dass der Zombie „nicht das Werk ‚schwarzer Magie‘ noch einer anderen übernatürlichen Macht“ ist, sondern einer Virusinfektion mit dem von Jan Vanderhaven entdeckten Solanum-Virus entspringt. Dieses Virus, dessen Ursprung unbekannt ist, befällt das Gehirn des Infizierten und führt zu einem typischen Krankheitsverlauf, der über mehrere Stufen mit entsprechenden Symptomen nach 20 Stunden zum Tod und nach weiteren 3 Stunden zur Wiederbelebung als Zombie führt. Der Autor beschreibt ausführlich die Ansteckung und (nicht mögliche) Behandlung der Infizierten sowie deren Eigenschaften und Verhaltensmuster als Zombies. Er grenzt zudem ausführlich die durch Voodoo-Magie entstehenden „Voodoo-Zombies“ sowie die vor allem der Unterhaltung dienenden Hollywood-Zombies von den realen Zombies ab. Auch die verschiedenen Phasen der Epidemie sowie ihre Erkennung werden dargestellt.

#### Waffen und Kampftechniken
Entsprechend der Überschrift behandelt dieses Kapitel vor allem die verschiedenen Kampftechniken und Waffen, mit denen sich der Leser gegen Untote behaupten kann. Das Kapitel stellt dabei detaillierte Beschreibungen für den Nah- und Fernkampf gegen Zombies zur Verfügung und beschreibt neben Hieb-, Stich- und Schusswaffen auch zahlreiche zu Waffen umfunktionierte Elektrogeräte, den Einsatz von Feuer und anderen Hilfsmitteln sowie die Nutzung verschiedener Rüstungen von klassischen Plattenpanzern bis zu modernen Haiabwehr-Taucheranzügen.

#### Über die Verteidigung
In dem Folgeabschnitt über die Verteidigung geht es vor allem um Strategien zur Verteidigung gegen Angriffe von Untoten. Dabei werden vor allem Strategien für das Überleben und die Verteidigung von Häusern, Wohnungen und anderen Gebäuden beschrieben, daneben beschreibt das Kapitel jedoch auch den Bau, den Ausbau und die Verteidigung von Festungen in Militäranlagen, Gefängnissen und anderen gut ausgestatteten Anlagen bis hin zu Ölbohrplattformen.

#### Auf der Flucht
In dem Kapitel Auf der Flucht beschreibt der Autor die Vorbereitungen und die Durchführung einer Flucht aus einem zombieverseuchten Gebiet  zu einem sicheren Ziel. Er stellt dabei die Vorbereitungen und das Training sowie die Packliste vor, die für eine erfolgreiche oder zumindest mögliche Flucht berücksichtigt werden müssen. Den Hauptteil des Kapitels besteht aus Beschreibungen verschiedener Transportmittel mit ihren Vor- und Nachteilen in verschiedenen Geländetypen. Beispielsweise empfiehlt der Autor, in einer Stadt niemals ein vierrädriges Verkehrsmittel zu nutzen, da die Wahrscheinlichkeit von blockierten Straßen sehr hoch ist. Auch Versteckmöglichkeiten sowie die Vor- und Nachteile verschiedener Gelände werden besprochen, hinzu kommen Fortbewegungsmittel für die Luft und das Wasser mit den jeweiligen Verhaltensanweisungen.

#### Über den Angriff
In diesem Kapitel werden detailliert verschiedene Strategien für den Angriff auf kleinere und größere Gruppen von Untoten beschrieben. Auch dabei werden Ausrüstungsgegenstände zum Angriff und zur Verteidigung dargestellt, ein besonderer Schwerpunkt liegt auf Angriffen in Gebäuden. Die Vor- und Nachteile verschiedener Geländetypen für den Angriffskampf werden ebenso beschrieben wie Jagdstrategien von Panzerangriffen bis Luftschlägen, Anlockstrategien sowie Fangmethoden.

#### Leben in der Welt der Untoten
Das letzte Ratgeberartikel befasst sich mit den Überlebensstrategien in einer postapokalyptischen Welt nach einer großen Zombie-Epidemie. Es beschreibt die Verhaltensgrundsätze, um in dieser Welt möglichst unbemerkt zu überleben und ein Leben nach der Epidemie aufzubauen.

#### Überlieferte Angriffe
Das letzte Kapitel des Buches beschreibt zahlreiche dokumentierte Fälle von Zombie-Epidemien in der Weltgeschichte von 60.000 Jahren vor unserer Zeitrechnung in Zentralafrika bis in die jüngste Vergangenheit um 2002 auf der Jungferninsel Saint Thomas.
Der abschließende Anhang soll als Grundlage für ein Seuchen-Tagebuch dienen und ruft dazu auf, bereits kleinste Anzeichen einer möglichen Epidemie zu analysieren und zu verfolgen.

### Widmung
Der Autor widmet das Buch seinen Eltern sowie seiner Frau Michelle Kholos, die er im Jahr des Erscheinens heiratete.

## Rezeption

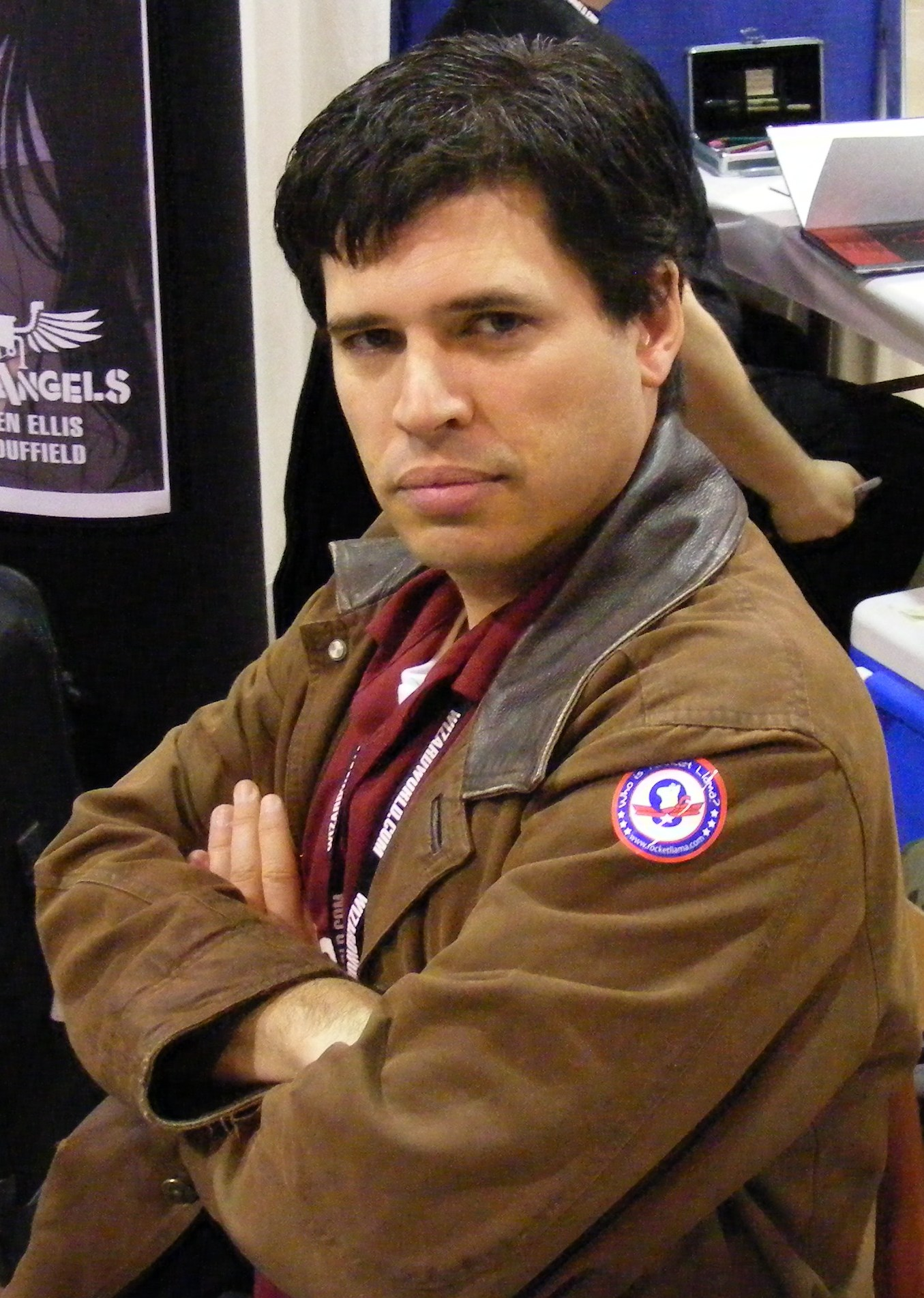
Der Autor Max Brooks bei der Wizard World-Texas, 2008

Der Zombie Survival Guide war das erste Buch des Autors Max Brooks und damit auch sein erstes, das sich mit dem Zombie-Thema befasst. Er führt dies in dem 2006 erschienenen Roman Operation Zombie: Wer länger lebt, ist später tot fort, der eine Zombie-Epidemie allein anhand von fiktiven Interviews eines UN-Mitarbeiters in einer nicht fortlaufenden Story nachzeichnet. Der unter der Regie von Marc Forster 2013 erschienene Film World War Z mit Brad Pitt und Mireille Enos in den Hauptrollen  basiert auf dem Buch Operation Zombie, baut jedoch auf eine tatsächliche Handlung während einer Epidemie.
Auch eine Verfilmung von The Zombie Survival Guide ist in Planung, ein Veröffentlichungstermin steht allerdings noch nicht fest.

## Ausgaben
Original
- Max Brooks: The Zombie Survival Guide. Three Rivers Press, New York City 2003, ISBN 1-4000-4962-8.

Deutsch
- Max Brooks: Der Zombie Survival Guide – Überleben unter Untoten. übersetzt von Joachim Körber. Goldmann-Verlag, München 2004, ISBN 3-442-47423-X.

## Belege
1. ↑  „Die Untoten: Mythos und Wirklichkeit.“ In: Max Brooks: Der Zombie Survival Guide – Überleben unter Untoten. S. 17 ff.
2. ↑  „Waffen und Kampftechniken.“ In: Max Brooks: Der Zombie Survival Guide – Überleben unter Untoten. S. 51 ff.
3. ↑  „Über die Verteidigung.“ In: Max Brooks: Der Zombie Survival Guide – Überleben unter Untoten. S. 95 ff.
4. ↑  „Auf der Flucht.“ In: Max Brooks: Der Zombie Survival Guide – Überleben unter Untoten. S. 131 ff.
5. ↑  „Über den Angriff.“ In: Max Brooks: Der Zombie Survival Guide – Überleben unter Untoten. S. 167 ff.
6. ↑  „Leben in der Welt der Untoten.“ In: Max Brooks: Der Zombie Survival Guide – Überleben unter Untoten. S. 201 ff.
7. ↑  „Überlieferte Angriffe.“ In: Max Brooks: Der Zombie Survival Guide – Überleben unter Untoten. S. 235 ff.
8. ↑  „Anhang.“ In: Max Brooks: Der Zombie Survival Guide – Überleben unter Untoten. S. 311 ff.
9. ↑  „Widmung.“ In: Max Brooks: Der Zombie Survival Guide – Überleben unter Untoten.
10. ↑  World War Z bei IMDb
11. ↑  The Zombie Survival Guide bei IMDb